# بسار مزدوج التنقيط
بسار مزدوج التنقيط أو ضلعة مزدوجة التنقيط أو سمكة الملكة مزدوجة التنقيط (الاسم العلمي: Scomberoides lysan)، سمكة طريدة استوائية من فصيلة الشيميات. وترتبط بالشعاب المرجانية وتوجد على نطاق واسع في جميع أنحاء المحيطين الهندية والهادئ: توجد في بحر الخليج العربي ومن ولاية البحر الأحمر وشرق أفريقيا إلى جزر هاواي، وماركيساس، وخط وجزر تواموتو، شمالاً إلى جنوب اليابان، وجنوبًا إلى نيو ساوث ويلز ورابا.